# MacArthur, Leyte

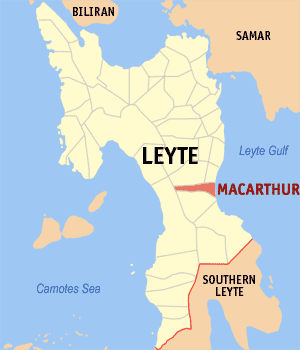
Bản đồ Leyte với vị trí của Macarthur

MacArthur là một đô thị hạng 5 ở tỉnh Leyte, Philippines. Theo điều tra dân số năm 2000 của Philipin, đô thị này có dân số 16.844 người trong 3.410 hộ.

## Các đơn vị hành chính
MacArthur được chia ra 31 barangay.
| - Batug - Burabod - Capudlosan - Casuntingan - Causwagan - Danao - General Luna - Kiling - Lanawan - Liwayway - Maya | - Oguisan - Osmeña - Palale 1 - Palale 2 - Poblacion District 1 - Poblacion District 2 - Poblacion District 3 - Pongon - Quezon - Romualdez | - Salvacion - San Antonio - San Isidro - San Pedro - San Vicente - Santa Isabel - Tin-awan - Tuyo - Doña Josefa - Villa Imelda |